# Amaia Merino
Amaia Merino Unzueta (San Sebastián, 6 de diciembre de 1970) también conocida como Amaya Merino, es una actriz, guionista, montadora y directora de cine española nacionalizada ecuatoriana. Especializada en montaje documental.

## Biografía
En 1982 debutó en el cine como actriz. Trabajó en Akelarre de Pedro Olea y Tasio de Montxo Armendáriz, en la que interpretó a una chica del baile, protagonizó también la serie de televisión Nazca, dirigida por Benito Rabal. Entre 1993 y 2017 residió en Ecuador, donde obtuvo su nacionalidad, y trabajó como profesora de guion y montaje visual en el Instituto Tecnológico de Cine y Actuación (INCINE) de Quito.
En 2016 participó como actriz en la película Alba de la cineasta ecuatoriana Ana Cristina Barragán.
En su trabajo destaca su trabajo como montadora. Ha participado en el montaje de largometrajes como Blak Mama, Más allá del Mall, Resonancia, En espera, El pan nuestro, 1809-1810 Mientras lega el día y Asier ETA biok, (2013) esta última obra documental, codirigida con su hermano y también actor Aitor Merino, que trata sobre el concepto de amistad en el contexto del conflicto de liberación nacional vasco. 
Fue codirectora y coguionista con Miguel Ángel Llamas, de la película documental Non dago Mikel? (¿Donde está Mikel? (2020) sobre la detención y asesinato en 1985 de Mikel Zabalza, un joven conductor de buses vasco a manos de la Guardia Civil. Se estrenó en el Festival de Cine de Donostia donde logró una Mención Especial en el capítulo de Cine Vasco.

## Premios
En 2020, junto con Miguel Ángel Llamas, recibió el Premio Lauaxeta en la categoría de Audiovisuales, un galardón que otorga anualmente la Diputación de Vizcaya.

## Filmografía

### Directora
- Asier ETA biok (2013) documental
- Non Dago Mikel (2020) documental

### Guionista
- Ecuador vs. el resto del mundo (2004) documental
- Mas allá del Mall (tv movie documental) como Amaya Merino
- Asier ETA biok (2013) documental
- Non Dago Mikel? (2020) documental
- Fantasía (2021)

### Actriz
- Akelarre (1984)

- El otro (1984) corto
- Fuego eterno (1985)  Alazne, como Amaya Merino
- La iguana (1988) como Amaya Merino
- Viento de cólera (1988) Andrea como Amaya Merino
- Como tú quieras (1992)
- La ardilla roja (1993) Enfermera
- Party Line (1993) corto como Amaya Merino
- Nazca (1995) (serie TV)
- Esas no son penas (2005) como Amaya Merino
- Blak Mama (2009) Bámbola, como Amaya Merino
- Alba (2016) mamá

### Montaje
Más de 20 créditos.